# Les Poussières de l'infini
Les Poussières de l'infini est une série de bande dessinée éditée par Soleil Productions dans sa collection Soleil levant au début des années 2000. Composée de deux albums, elle est écrite par Isabelle Plongeon et dessinée par Fairhid Zerriouh.

## Albums
- 1 ADN Project, Soleil Productions, 2003
Scénario : Isabelle Plongeon - Dessin : Fairhid Zerriouh - (ISBN 2-84565-416-2)[2]
- 2 Le Prisme, Soleil Productions, 2004
Scénario : Isabelle Plongeon - Dessin : Fairhid Zerriouh - (ISBN 2-84565-658-0)[3]

### Lien web
- « Les Poussières de l'infini », sur bedetheque.com.
- La série sur le site NooSFere.